# Xing Yu
Xing Yu (Pequim, 12 de março de 1991) é um arqueiro profissional chinês.

## Carreira

### Rio 2016
Xing Yu fez parte da equipe chinesa nas Olimpíadas de 2016 que terminou em 4º lugar no Tiro com arco nos Jogos Olímpicos de Verão de 2016 - Equipes masculinas, ao lado de Wang Dapeng e Gu Xuesong.
Em simples perdeu na primeira rodada.